# انهيار جسر جنوة 2018
في 14 آب/أغسطس من عام 2018 وفي حوالي الساعة 11:30 بالتوقيت المحلي (9:30 ت.ع.م) انهار جزء بطول 209 متر في المنطقة الغربية من جسر موراندي بسبب الأمطار الغزيرة المصاحبة لعاصفة حينها. وأفاد شهود عيان أن الجسر قد ضُرب بصاعقة قبل انهياره. عدد المركبات التي بُلغ عن سقوطها من الجسر كان بين الثلاثين والخمس وثلاثين مركبة. الفرضيات الأولية لأسباب انهيار الجسر ترجح وجود ضعف هيكلي في الجسر أو انهيار أرضي أسفله.
جزء كبير من الجسر المنهار والمركبات التي سقطت انغمرت في تيار نهر بولتشيفيرا. أجزاء أخرى منه سقطت على خطوط سكك الحديد لكل من تورينو–جنوة وميلان–جنوة وأيضاً على مستودعات تابعة لشركة الطاقة الإيطالية أنسالدو انيرجيا، تلك المستودعات كانت شبه خالية حينها بسبب انهيارات سابقة وقعت عشية عُطلة فيراغوستو الرسمية.
الجسر كان تحت الصيانة بحسب الأقوال، بالإضافة لتقوية أساسات الطريق التي كانت تجري أعمالها وقت الانهيار.

## الضحايا
تأكد مقتل 37 شخصا وإصابة 15 بجروح، بينما لا يزال آخرون في عداد المفقودين. كان من بين القتلى ثلاثة أطفال إيطاليين وثلاثة تشيليون، أما المتبقين فهم من الايطاليين تحت سن الخمسين. لم يتم إصدار هويات الضحايا بعد.

## جهود الإنقاذ

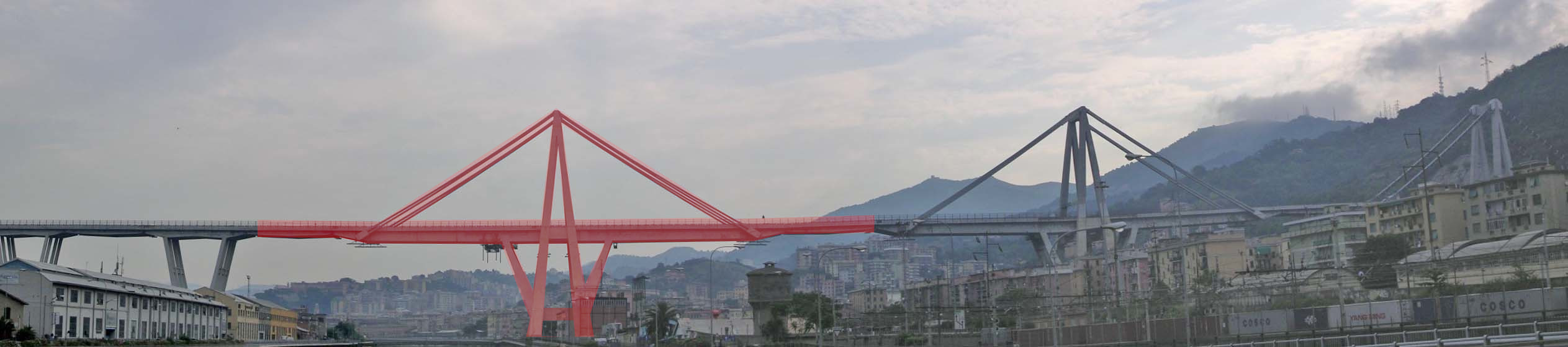
الجزء المنهار من الجسر مبين بالأحمر.

تم نقل عدة ناجين إلى المستشفيات القريبة حيث أن الكثير منها في حالة حرجة. منها 37 حالة وفاة مؤكدة و16 شخصا مصاب. كان منهم سائق تشيكي نجا بعد سقوط شاحنته بكسر في الأنف مع أربعة أضلاع مكسورة وثقب في الرئة.
تم إجلاء سكان المنطقة والمنازل الموجودة تحت الجزء المتبقي من الجسر.
اعتبارا من الساعة الثانية صباحاً من اليوم التالي (منتصف الليل بالتوقيت العالمي) فإن اثني عشر شخصا عُلم أنهم مفقودون أما بعضهم فيمكن سماعهم تحت الأنقاض. جهود الإنقاذ مستمرة باستخدام مصابيح الإضاءة الغامرة وبتقنيات غالباً ماتستخدم بعد الزلازل.

## ما بعد الكارثة
أسفرت الكارثة عن هبوط سعر أسهم شركة أتلاتينا المشغلة للطريق حيث هبط سعر السهم 11٪ وأنهى ذلك اليوم تحت 5٪ بقليل.
قال محافظ منطقة ليغوريا جيوفاني توتي أن فقدان الجسر «حادثة ذات تشعب واسع على طريق شرياني حيوي ليس فقط لجنوة ولكن للبلد بأكمله». وسيتم هدم الجسر كاملاً وذلك وفقا لنائب وزير البنية التحتية إدواردو ريكسي.